# Microchilus calophyllus
Microchilus calophyllus är en orkidéart som först beskrevs av Heinrich Gustav Reichenbach, och fick sitt nu gällande namn av Paul Ormerod. Microchilus calophyllus ingår i släktet Microchilus och familjen orkidéer. Inga underarter finns listade i Catalogue of Life.